# كأس كاتالونيا الدولية
كأس كاتالونيا الدولية (الكاتالونية: Trofeu Catalunya Internacional، الإسبانية: Trofeo Catalunya Internacional) هي بطولة ودية لكرة القدم ينظمها اتحاد كاتالونيا لكرة القدم في إسبانيا والتي يلعبها منتخب كاتالونيا الوطني ضد فريق وطني آخر. تم إنشاء في عام 2009 وتعقد سنويا في نهاية ديسمبر.

## التاريخ
منذ عام 1997، لعب المنتخب الوطني الكاتالوني مباراة ودية دولية كل عام تقريبًا، متزامنًا مع عطلة عيد الميلاد. في عام 2009، في سياق تطلعات كاتالونيا للمشاركة في مسابقات الاتحاد الدولي لكرة القدم أو الاتحاد الأوروبي لكرة القدم الرسمية، أعلن رئيس اتحاد كاتالونيا لكرة القدم، جوردي كوسالس عن تحويل مباريات ودية إلى بطولة سنوية، تسمى كأس كاتالونيا الدولية. تبرع الفنان جوان مورا بتمثال يرمز إلى القضبان الأربعة للعلم الكاتالوني كجائزة للفائز.
في 22 ديسمبر 2009 انطلقت النسخة الأولى، فاز يوهان كرويف كاتالونيا 4-2 ضد دييجو مارادونا في الأرجنتين. بعد ذلك، عقدت أربع مباريات أخرى ضد هندوراس، تونس، نيجيريا والرأس الأخضر. في عامي 2014 و 2015، جرت مباريات التحدي المئوية ضد إقليم الباسك (وهو أيضًا فريق وطني غير رسمي) مع استئناف المباريات ضد منتخبات الاتحاد الدولي لكرة القدم في 2016 مع مباراة أخرى آخر مع تونس. ومع ذلك، لم تلعب كاتالونيا أي مباريات في عيد الميلاد عام 2017 أو 2018.

## النتائج
| السنة | المدينة المضيفة     | البطل      | النتيجة        | الوصيف         |
| ----- | ------------------- | ---------- | -------------- | -------------- |
| 2009  | برشلونة             | · كتالونيا | 4–2            | · الأرجنتين    |
| 2010  | برشلونة             | · كتالونيا | 4–0            | · هندوراس      |
| 2011  | برشلونة             | · تونس     | 0–0            | · كتالونيا     |
| 2012  | كورنيلا دي يوبريغات | · نيجيريا  | 1–1            | · كتالونيا     |
| 2013  | برشلونة             | · كتالونيا | 4–1            | · الرأس الأخضر |
| 2016  | جيرونة              | · تونس     | 3–3 (4–2 ض.ج.) | · كتالونيا     |

## الإحصائيات

### سجل الفائزين
| الفريق       | البطل                | الوصيف               |
| ------------ | -------------------- | -------------------- |
| كتالونيا     | 3 (2009 ،2010، 2013) | 3 (2011، 2012، 2016) |
| تونس         | 2 (2011، 2016)       |                      |
| نيجيريا      | 1 (2012)             |                      |
| الأرجنتين    |                      | 1 (2009)             |
| هندوراس      |                      | 1 (2010)             |
| الرأس الأخضر |                      | 1 (2013)             |

### سجل النتائج
| المرتبة | الفريق       | المشاركات | لعب | فاز | عدل | خسر | له | عليه | فارق | نسبة الفوز | البطولات |
| ------- | ------------ | --------- | --- | --- | --- | --- | -- | ---- | ---- | ---------- | -------- |
| 1       | كتالونيا     | 6         | 6   | 3   | 3   | 0   | 16 | 11   | +5   | 050٫00     | 3        |
| 2       | تونس         | 2         | 2   | 1   | 1   | 0   | 3  | 3    | +0   | 050٫00     | 2        |
| 3       | نيجيريا      | 1         | 1   | 0   | 1   | 0   | 1  | 1    | +0   | 000٫00     | 1        |
| 1       | الأرجنتين    | 1         | 1   | 0   | 0   | 1   | 2  | 4    | −2   | 000٫00     | 0        |
| 1       | الرأس الأخضر | 1         | 1   | 0   | 0   | 1   | 1  | 4    | −3   | 000٫00     | 0        |
| 1       | هندوراس      | 1         | 1   | 0   | 0   | 1   | 0  | 4    | −4   | 000٫00     | 0        |